# Anh Ba Sàm
Anh Ba Sàm tên thật là Nguyễn Hữu Vinh (sinh năm 1956) là một blogger người Việt Nam. Ông từng là công an và đảng viên Đảng Cộng sản Việt Nam, từng công tác ở Ban Việt kiều Trung ương (nay là Ủy ban Nhà nước về người Việt Nam ở nước ngoài). Ông bị công an bắt giữ và lĩnh án 5 năm tù do có hành vi đăng tải các bài viết trên mạng Internet vi phạm Điều 258 Bộ Luật Hình sự.
Ngày 5 tháng 5 năm 2019, ông mãn hạn tù và trở về nhà riêng tại Hà Nội dưới sự theo dõi chặt chẽ của lực lượng an ninh.

## Tiểu sử
Nguyễn Hữu Vinh là con trai út của ông Nguyễn Hữu Khiếu (1915-2005), một lão thành cách mạng, từng là ủy viên trung ương Đảng Cộng sản Việt Nam trong 2 khóa, nguyên Bí thư Tỉnh ủy Thanh Hóa, Bộ trưởng Bộ Lao động Việt Nam, đại sứ Việt Nam tại Liên Xô. Ông Vinh có hộ khẩu thường trú tại phường Trung Tự, quận Đống Đa, TP. Hà Nội.
Nguyễn Hữu Vinh học cấp 3 tại trường Trung học phổ thông Chu Văn An, Hà Nội. Sau đó ông theo học khoá D6 Đại học An ninh nay là Học viện An ninh nhân dân Hà Nội.
Được 5 năm, ông chuyển khỏi ngành Công an, sang làm việc ở Ban Việt kiều Trung ương.
Sau khi bỏ việc nhà nước vào giữa thập niên 1990, Nguyễn Hữu Vinh học thêm lấy bằng đại học luật, tiếng Anh. Năm 2000, Nguyễn Hữu Vinh thành lập Công ty TNHH Điều tra và Bảo vệ - VPI, là công ty thám tử tư đầu tiên ở Việt Nam.
Ông có gia đình, vợ là bà Lê Thị Minh Hà và có con.

## Các bài viết và hoạt động liên quan

### Trang web Ba Sàm
Thành lập từ ngày 9 tháng 9 năm 2007, blog Ba Sàm, tự gọi là Cơ quan ngôn luận của THÔNG TẤN XÃ VỈA HÈ, là một trang web đăng tin nổi tiếng, có tiếng nói trái ngược với tuyên truyền của báo chí chính thống trong nước, với "mục tiêu": "khai dân trí, đồng thời tận dụng tối đa các tiện ích của Internet để mang tri thức đến cho mọi người". Từ những bài báo và bài dịch đầu tiên của Nguyễn Hữu Vinh trên blog Yahoo!360, cho đến sau này là các bài điểm tin những tin tức hàng ngày trên hệ thống WordPress và sự đóng góp bài vở của rất nhiều cộng tác viên. Ngoài ra còn các trang Việt sử ký hay Chép sử Việt và Dân quyền gồm nhiều tư liệu và tham luận.
Tính từ năm 2009 đến nay, theo báo chí chính thống, trang mạng anhbasam đã đăng tải khoảng bảy nghìn, trên thực tế các bài trên trang mạng này đều có đánh số, hiện tại tính đến ngày 12.3.2016 tổng cộng là 7450 bài . Ngoài ra, từ ngày 1/10/2012, ông Nguyễn Hữu Vinh đã tuyên bố hoàn toàn rút lui, không còn điều hành trang Ba Sàm nữa và giao cho biên tập viên Ngọc Thu (một người Việt định cư tại Mỹ, tham gia trang Ba Sàm từ năm 2008). Ngày 20/4/2017, BTV Ngọc Thu thông báo trang Ba Sàm chấm dứt hoạt động (tuy nhiên, vẫn duy trì ở chế độ mở).
Trang web cũng nhiều lần bị tấn công, bị xóa mất rất nhiều bài viết.

### Các bài viết trên mạng và báo khác
Các bài viết bị cho là sai sự thật, xúc phạm cá nhân tập thể khác, nổi tiếng trên hai blog Chép sử Việt và Dân quyền, bị cho là do ông Vinh quản trị bao gồm: "Dừng lấy phiếu tín nhiệm là một bước lùi", "Tín nhiệm hay còn ai tín nhiệm nữa", "Không còn Đảng, không còn mình - Không còn Đảng, mình vẫn còn", "Khởi công xây dựng mộ treo thứ hai cho Hồ Chí Minh", "Ủng hộ Thủ tướng thay đổi thể chế"...

## Bị bắt và kết tội
Ngày 05/5/2014, thông tin từ Cơ quan An ninh điều tra – Bộ Công an, cho biết đã thực hiện Lệnh khám xét khẩn cấp và sau đó thực hiện Lệnh bắt khẩn cấp Nguyễn Hữu Vinh.Cùng bị bắt với ông Vinh có bà Nguyễn Thị Minh Thúy, nguyên là nhân viên cũ của ông Vinh tại công ty TNHH Điều tra và Bảo vệ – VPI, để lại hai con (sinh đôi) mới 7 tuổi ở lại nhà. Bà Thúy cũng được xem là người trực tiếp tham gia quản lý trang anhbasam từ năm 2012.
Theo cáo trạng, ông Nguyễn Hữu Vinh đã có hành vi đăng tải các bài viết trên mạng Internet có "nội dung xấu, thông tin sai lệch làm giảm uy tín, mất lòng tin trong nhân dân về cơ quan Nhà nước, tổ chức xã hội, công dân, quy định tại Điều 258 Bộ Luật Hình sự nước Cộng hòa xã hội chủ nghĩa Việt Nam". Trong một cuộc phỏng vấn với đài RFI, nhà báo Phạm Đoan Trang nhắc tới một giả thuyết, cho rằng "việc bắt Anh Ba Sàm là để ngăn chặn trước phe chống Trung Quốc trong chính quyền và tâm lý chống Trung Quốc trong người dân."
Ban đầu, có hai luật sư cùng bảo vệ ông Nguyễn Hữu Vinh là luật sư Nguyễn Minh Long (đoàn Luật sư Hà Nội) và luật sư Trịnh Minh Tân (đoàn luật sư TPHCM). Đến tháng 10 năm 2014, luật sư Hà Huy Sơn đã tham gia bào chữa cho ông Vinh và bà Thúy. Ông Sơn cho là, người ta bắt anh Nguyễn Hữu Vinh nhưng không có chứng cứ hợp pháp để cáo buộc anh ấy vi phạm điều 258 của bộ luật hình sự.
Tổ chức theo dõi nhân quyền (Human Right Watch) yêu cầu thả ông Vinh, coi việc bắt giữ này là vi phạm nhân quyền, quyền tự do ngôn luận.
Sau khi ông Vinh bị bắt, đã có 51 người đồng ký tên vào Yêu cầu trả tự do cho Nguyễn Hữu Vinh, trong đó có giáo sư Chu Hảo, tiến sĩ Lê Đăng Doanh, tiến sĩ Nguyễn Quang A, tiến sĩ Hà Sĩ Phu... Yêu cầu này được gửi đích danh cho ông bộ trưởng Công an Trần Đại Quang.
Ngày 30 tháng 10 năm 2014, Cơ quan An ninh Điều tra thuộc Bộ Công an công bố bản kết luận điều tra về trường hợp ông Nguyễn Hữu Vinh và bà Nguyễn Thị Minh Thúy. Nội dung bản cáo trạng không đề cập tới các hoạt động của ông Vinh tại trang điểm tin Ba Sàm mà chỉ nêu ra các hoạt động của ông Vinh và bà Thúy tại hai trang blog Dân Quyền và Chép Sử Việt. Theo cơ quan điều tra, ông Vinh và bà Thúy đã vi phạm điều 258 BLHS: lợi dụng các quyền tự do, dân chủ để chống phá nhà nước. Bản kết luận nói ông Vinh và thư ký của mình từ tháng 9 năm 2013 cho đến thời điểm bị bắt đã đăng 24 bài viết có nội dung vi phạm, trên hai trang 'Dân quyền' và 'Chép sử Việt' - vốn thuộc "quyền quản lý, sử dụng" của ông Vinh. Tuy nhiên, phía công an thừa nhận "không có điều kiện xác minh, làm rõ nguồn gốc, tác giả của 24 bài viết nói trên" do các bị can "không chịu khai báo".
Trong tháng 10 và 11 năm 2014, bà Lê Thị Minh Hà, vợ của Anh Ba Sàm Nguyễn Hữu Vinh, sống tại Đức, đã gặp các vị dân biểu nước này nhằm vận động kêu gọi trả tự do cho ông, và Ủy ban Nhân quyền Quốc hội Liên bang Đức đã mở một cuộc điều trần về tình hình nhân quyền tại Việt Nam và về trường hợp của ông.
Ngày 27 tháng 10 năm 2015, trả lời phỏng vấn của BBC, bà Hà, vợ của Anh Ba Sàm cho biết Sức khỏe Anh Ba Sàm đáng “lo ngại” và bà không thể gửi thuốc vào cho ông Vinh. Ông Hà Huy Sơn – luật sư của ông Vinh - cho biết: “Mới nhất đây là ngày 22/10/2015, cơ quan an ninh điều tra của Bộ Công an đã ra kết luận điều tra bổ sung lần thứ tư.”

## Phiên tòa
Đến đầu tháng 1 năm 2016 (hơn 1 năm rưỡi sau khi bị bắt) Tòa án nhân dân Thành phố Hà Nội đưa ra thông báo: phiên tòa xét xử vụ án Nguyễn Hữu Vinh và Nguyễn Thị Minh Thúy sẽ diễn ra từ lúc 8:30 ngày 19 tháng 1 năm 2016. Tuy nhiên, chỉ vài ngày sau đó Tòa án nhân dân Thành phố Hà Nội lại đưa ra một thông báo khác để tạm hoãn phiên tòa và dời "sang một ngày khác".
Đến tháng 3 năm 2016, TAND TP. Hà Nội ra thông báo ngày xử mới là ngày 23 tháng 3 năm 2016. Tại phiên tòa, ông Nguyễn Hữu Vinh bị tuyên phạt 5 năm tù với cáo buộc "bôi nhọ, xuyên tạc sự thật Nhà nước" 

### Phê bình
- Nhà cựu ngoại giao Mỹ David Brown viết trên tờ Asia Sentinel cho là, bản án này cho thấy cái cách mà nhà cầm quyền mới xử sự các vụ nhân quyền sẽ không khác gì chính quyền cũ.[26]
- Nghị sĩ Đức Martin Patzelt có mặt trước tòa án vào ngày xử, ông không được vào tham dự với lý do đã có đại diện của EU, viết: "những nhà hoạt động nhân quyền trẻ tuổi này thể hiện một tiềm năng quý giá cho tương lai Việt Nam. Khắp nơi trên thế giới đã cho thấy, phát triển kinh tế mà không có sự phát triển đồng thời của dân chủ thì sẽ đi vào ngõ cụt. Những người trẻ này không hề là sự xấu hổ, và càng không phải là tội phạm. Họ chính là lợi nhuận cho đất nước. Đàn áp họ, nhà cầm quyền đã tự làm hại mình.[27][28]
- GS.TS. Nguyễn Minh Thuyết, nguyên Phó chủ nhiệm Ủy ban Văn hóa, Giáo dục, Thanh niên, Thiếu niên và Nhi đồng của Quốc hội phê bình cách vận hành phiên tòa, trên danh nghĩa là công khai, lại hạn chế rất nhiều người vào dự, cả một nghị sĩ Đức đặc biệt bay sang để dự phiên tòa.[29]
- Đại sứ quán Hoa Kỳ tại Việt Nam ra tuyên bố "quan ngại sâu sắc về việc Chính phủ Việt Nam kết tội và kết án blogger ông Nguyễn Hữu Vinh (còn gọi là Anh Ba Sàm) và bà Nguyễn Thị Minh Thúy lần lượt 5 năm và 3 năm tù theo Điều 258 Bộ luật Hình sự Việt Nam. Việc chính quyền Việt Nam sử dụng các điều luật hình sự để trừng phạt các cá nhân thực hiện quyền tự do biểu đạt một cách ôn hòa là điều đáng lo ngại..."[30]
- Luật sư Trần Quốc Thuận, nguyên Phó chủ nhiệm Văn phòng Quốc hội, bảo vệ cho Nguyễn Hữu Vinh tại tòa, nói với RFI: "... Rất tiếc một phiên tòa có 9 tổ chức, cơ quan nước ngoài tham dự và có hàng chục phóng viên trong nước, nhưng rốt cục rất đáng buồn, đáng xấu hổ. Đáng buồn là luật sư đã đầu tư rất nhiều, dựa vào các văn bản của nhà nước… để bào chữa… Những người bên Viện Kiểm Sát đáng lẽ phải đáp trả, phải giải trình, nhưng cuối cùng họ bảo không chấp nhận, nhưng lý do vì sao không chấp nhận, thì không đưa ra được văn bản nào cả. Đây là cách làm việc của một phiên tòa thế kỷ 19... ».

#### Báo chí của Đảng Cộng sản Việt Nam
Báo Nhân dân cho là những người khi phê phán Nhà nước Việt Nam, họ đã đưa ra một số lý lẽ mà thực chất là bao che người phạm tội, các tổ chức (như Giám sát nhân quyền - HRW, Liên đoàn quốc tế nhân quyền - FIDH, Ân xá quốc tế - AI, Phóng viên không biên giới - RSF, Bảo vệ nhà báo - CPJ,…), Đại sứ quán Mỹ tại Việt Nam hoặc Văn phòng nhân quyền Liên hợp quốc (LHQ) tại khu vực Đông - Nam Á (OHCHR) khi làm vậy đã can thiệp vô lý, thô bạo vào công việc nội bộ của Việt Nam.

### Kháng cáo
Sau phiên xử sơ thẩm, ông Nguyễn Hữu Vinh và bà Nguyễn Thị Minh Thúy đã nộp đơn kháng cáo lên TAND TP. Hà Nội. Cả ông Vinh và bà Thúy đều cho rằng bản án sơ thẩm là không có căn cứ, gây oan sai cho hai bị cáo. Vì vậy cả hai kháng cáo toàn bộ bản án sơ thẩm và đề nghị tòa án cấp phúc thẩm tuyên hai bị cáo không phạm tội.

## Phiên tòa phúc thẩm
Ngày 22 tháng 9 năm 2016, phiên tòa phúc thẩm với Hội đồng xét xử TAND cấp cao tại Hà Nội đã y án sơ thẩm với ông Nguyễn Hữu Vinh (5 năm tù) và bà Nguyễn Thị Minh Thúy (3 năm tù).
Có sáu luật sư tham gia phiên phúc thẩm gồm Trần Quốc Thuận, Trần Văn Tạo, Trần Đình Triển, Trần Vũ Hải, Hà Huy Sơn và Nguyễn Hà Luân. LS Trần Vũ Hải nói ông bị chủ tọa đuổi ra khỏi phiên xử vào những giây phút cuối của phiên xử.
Theo báo giấy Tuổi trẻ ngày 23/9/2016, "Tại tòa phúc thẩm ngày 22/9, ông Vinh đã bác bỏ toàn bộ cáo trạng cũng như bản án sơ thẩm và cho rằng đây là vụ án điển hình về vi phạm nghiêm trọng tố tụng, có nhiều căn cứ gây oan cho bị cáo. Khi tự trình bày bài bào chữa, ông Vinh cho rằng ông đã gửi nhiều khiếu nại nhưng không được xem xét giải quyết".
Theo vợ ông Vinh, "Đã 11 tháng, trại tạm giam B14 - Tổng cục An Ninh không cho gia đình thăm ông Vinh và không cho ông nhận thư từ sau khi đã kết thúc giai đoạn điều tra."

## Nhận xét
Theo nhà báo Phạm Đoan Trang (cũng là một người bất đồng chính kiến ở Việt Nam) khi trả lời Đài RFI ngày 19 tháng 7 năm 2014: 
"Anh Ba Sàm bị bắt, đối với tôi, còn nghiêm trọng hơn các vụ khác, hơn tất cả các vụ bắt các blogger khác từ trước đến nay, bởi vì, theo quan điểm cá nhân của tôi, Anh Ba Sàm gần như là một biểu tượng của cuộc đấu tranh của các blogger vì quyền tự do ngôn luận, tự do biểu đạt. Do đó, việc bắt anh ấy gần như là một đòn đánh trực tiếp thẳng cánh, gọi là không kiêng nể gì cả, của chính quyền vào giới blogger, vào quyền tự do biểu đạt, tự do ngôn luận, tự do quan điểm của công dân Việt Nam, của người dân Việt Nam....".
Theo Luật gia Trịnh Hữu Long (cũng là một người bất đồng chính kiến ở Việt Nam), việc bắt giữ khẩn cấp Anh Ba Sàm là 'trái pháp luật' theo Bộ luật Tố tụng Hình sự Việt Nam, bởi vì người bị truy tố theo điều 258, Bộ luật Hình sự không thuộc nhóm tội phạm rất nghiêm trọng, không có người bị hại nào hoặc người nào có mặt tại nhà và văn phòng của ông Vinh và bà Thúy trông thấy họ đang thực hiện tội phạm gì, và cơ quan điều tra không chứng minh được dấu vết tội phạm gì ở người hoặc chỗ ở của hai người này. Bà Đoan Trang cho biết, từ khi bị bắt, cả ông Vinh và cô Minh Thúy đều không một lần được tiếp xúc với người thân, và điều này vi phạm hoàn toàn một trong những quyền căn bản của người bị bắt giam, là quyền được gặp gỡ thân nhân. Tuy nhiên, lời nói của bà Trang chưa được kiểm chứng.